# Volodymyr Muntjan
Volodymyr Muntjan (ukrajinsky: Володимир Мунтян; * 14. září 1946, Podilsk) je bývalý ukrajinský fotbalista, který reprezentoval Sovětský svaz. S jeho reprezentací získal stříbrnou medaili na mistrovství Evropy v roce 1972. Zúčastnil se i závěrečného turnaje evropského šampionátu v roce 1968, kde Sověti skončili čtvrtí, a mistrovství světa v roce 1970. Za národní tým nastupoval v letech 1968–1976 a odehrál za něj 49 utkání, v nichž vstřelil 7 branek. Téměř celou klubovou kariéru strávil v Dynamu Kyjev (1965–1977). Vyhrál s ním Pohár vítězů pohárů 1975 a ve stejném roce i Superpohár UEFA. Slavil s ním rovněž sedm titulů mistra Sovětského svazu (1966, 1967, 1968, 1971, 1974, 1975, 1977). V roce 1969 byl vyhlášen fotbalistou roku SSSR, o rok později fotbalistou roku Ukrajiny. Po skončení hráčské kariéry se stal trenérem, vedl například ukrajinský olympijský výběr (1992–1994) nebo guinejskou reprezentaci (1995–1997). Jeho otec byl Rumun, matka Ukrajinka.